# Fátima Severino
Fátima Severino é uma consagrada actriz portuguesa e um nome importante do Teatro de Revista.

## Biografia
Estreou-se na peça "Simplesmente Revista" no Teatro Capitólio, ao lado de José Viana.
Nos primeiros anos de atividade fez essencialmente comédias e revistas (em diversos teatros de Lisboa e também em digressão).
Passa também pelo Teatro Ádóque ou pelo Teatro Animação de Setúbal.
Em 1999 faz "Rosa Tatuada" de Tennessee Williams no Teatro Politeama.
Participou em diversas séries de televisão como "Bons Vizinhos" (TVI) e "Fábrica das Anedotas" (RTP).
Entre 2002 e 2005 integrou o "Grupo Pequeno Teatro" onde interpretou vários clássicos da autoria de Gil Vicente, Almeida Garrett ou Luís de Sttau Monteiro.
Participou também no filme Call Girl de António Pedro Vasconcelos.
Entre 1998 e 2015 fez diversas revistas no Teatro Maria Vitória.
Em 2012 integrou o elenco da peça de sucesso "Isto é Que Me Dói" no Teatro Villaret, ao lado de José Raposo e Sara Barradas.
Participou nas duas versões do musical "Amália" de Filipe La Féria, cuja segunda versão esteve em cena em 2017.
Participou também na peça Pare, Escute e... Ria! no Teatro Maria Vitória.
Faz teatro, televisão e cinema.

## Televisão
- 1989 - Os Irmãos Meireles [7]
- 1989 - Ricardina e Marta [7]
- 1999 - Herman 99 [7]
- 1999 - Ó Troilaré, Ó Troilará [7]
- 2000 - Entre Marido e Mulher [7]
- 2000 - Tem Palavra a Revista [7]
- 2001 - Patilhas e Ventoinha [7]
- 2002 - Fábrica das Anedotas [7]
- 2002 - Bons Vizinhos [8][9]
- 2006 - A Revista é Linda! [7]
- 2006 - Aqui Não Há Quem Viva [7]
- 2007 - Uma Aventura [7]
- 2007 - Conta-me como Foi[7]
- 2007 - Já Viram Isto?! [7]
- 2008 - Chiquititas [7]
- 2009 - Morangos com Açúcar [7]
- 2010 - Regresso a Sizalinda [7]
- 2012 - Doida por Ti [7]
- 2014 - Jardins Proibidos [7]
- 2015 - Mulheres [7]
- 2015 - Santa Bárbara [7]
- 2022 - Festa é Festa
- 2022 - O Pai Tirano

## Cinema
- 2007 - Call Girl[7]
- 2022 - O Pai Tirano

## Teatro
- Simplesmente Revista - Teatro Capitólio
- O Último Fado em Lisboa - Teatro Monumental
- Ó Pá, Pega na Vassoura! - Teatro Variedades[10]
- Lisboa Acordou - Teatro Monumental[11][12]
- Vamos Trocar de Mulheres - Teatro Laura Alves[13]
- Totobolinhas com Elas - Teatro Monumental[14]
- Chega Para Todas - Teatro Laura Alves
- Chiça! Este é o Bom Governo de Portugal - Teatro Ádóque [15][16]
- Não Há Nada Que me Escape - Teatro Monumental[17]
- E a Lata Continua… - Teatro ABC [15]
- É Tudo a Roubar
- Cheira a Lisboa! - Teatro ABC[18]
- Olha a Bolsa ó Zé! - Teatro ABC[19]
- A Fonte Santa - Teatro Animação de Setúbal [20]
- Estrelas Decadentes - Teatro Estúdio Fontenova
- Preço Único - Teatro ABC
- Ó Troilaré, Ó Troilará! - Teatro Maria Vitória[15]
- Rosa Tatuada - Teatro Politeama [15]
- O Monstro Verde - Teatro da Trindade[15]
- Tem Palavra a Revista - Teatro Maria Vitória[15]
- Amália - O Musical - Teatro Politeama [21]
- Gestos e Sabores - Mosteiro de Arouca (Grupo Pequeno Teatro) [15]
- A Revista é Linda! - Teatro Maria Vitória [15]
- Já Viram Isto?! - Teatro Maria Vitória [15]
- Isto é Que Me Dói - Teatro Villaret[22][23][24]
- É Revista Com Certeza! - Digressão [25]
- Tudo Isto É Fardo! - Teatro Maria Vitória [26][27]
- Mais Riso é o Que é Preciso! - Digressão [28][29]
- Amália - O Musical - Teatro Politeama [4]
- Pare, Escute... e Ria! - Teatro Maria Vitória[30][31]
- Três, a Conta Que Deus Fez - Teatro Variedades/Digressão[32][33][34][35][36]

```
Lista incompleta
```